# Hiệp hội Quần vợt Nữ
Hiệp hội Quần vợt Nữ (tiếng Anh: Women's Tennis Association, viết tắt WTA), được thành lập vào năm 1973 bởi Billie Jean King, là cơ quan tổ chức chính của quần vợt nữ chuyên nghiệp. Tổ chức tương tự của các vận động viên nam là ATP. Trụ sở chính của WTA ở St. Petersburg, Florida, trụ sở tại châu Âu ở London, trụ sở tại khu vực châu Á-Thái Bình Dương ở Bắc Kinh.

## Lịch sử
WTA được thành lập trong một cuộc họp của Billie Jean King, một tuần trước khi Wimbledon Championships 1973 được tổ chức. Cuộc họp này được tổ chức tại khách sạn Gloucester tại London. Trong năm 1975, WTA ký một hợp đồng phát sóng trên kênh truyền hình CBS và tiếp tục nâng cao tiềm lực tài chính của mình. Năm 1976, Colgate nhận tài trợ cho các giải đấu từ tháng 4 đến tháng 11. Năm 1979, Avon thay thế Virginia Slims trở thành nhà tài trợ cho các giải đấu trong mùa đông và cung cấp các giải thưởng lớn, $ 100,000 cho Avon Championships. Colgate Series đổi tên thành Toyota series trong năm 1981, gồm các giải đấu trên toàn thế giới, trong khi các giải đấu do Avon tài trợ chỉ diễn ra ở Mỹ. Hai giải đấu sáp nhập với nhau trong năm 1983 khi Virginia Slims lấy lại quyền tài trợ hoàn toàn cho WTA Tour. Mỗi giải đấu dưới sự quản lý của WTA hiện nay đã trở thành một phần của Virginia Slims World Championships Series.

## Các giải đấu
Cơ cấu các giải đấu hiện nay được ra vào năm 2009. Các giải Premier Tournaments thay thế cho Tier I và Tier II trước đây, các giải International Tournaments thay thế Tier III và IV.
1. Giải Grand Slam (4)
2. Giải vô địch kết thúc năm (WTA Tour Championships)
3. Giải đấu Premier:
  1. Premier Mandatory: Bốn giải đấu kết hợp với những tay vợt nam, với phần thưởng $ 5.400.000 cho cả nam và nữ (tăng từ 4,5 triệu USD năm 2013). Giải đấu được tổ chức tại Indian Wells, Miami, Madrid, và Bắc Kinh.
  2. Premier Five: Năm phần thưởng $ 2.000.000 được tổ chức ở Doha, Rome, Montreal/Toronto, Cincinnati, và Vũ Hán.
  3. Premier: Mười hai phần thưởng từ US $ 710,000 đến 2 triệu USD.
4. Các giải đấu quốc tế: Có 31 giải đấu, với số tiền thưởng là 250.000 USD. Riêng tại Shenzhen Open, Monterrey Open, Korea Open là 500.000 USD, và Garanti Koza Tournament of Champions là 750.000 USD.
5. WTA 125k Series (từ năm 2012): Có sáu giải đấu (ba ở Trung Quốc, một ở Đài Bắc Trung Quốc, một ở Pháp và một ở Israel), với số tiền thưởng cho mỗi giải đấu là $ 125.000.

Điểm xếp hạng cũng có tại các giải đấu được tổ chức bởi Liên đoàn quần vợt Quốc tế mỗi năm với các giải thưởng khác nhau, từ 10.000 USD đến 100.000 USD, và tại Thế vận hội Olympic.

## Bảng xếp hạng
WTA xếp hạng các tay vợt dựa trên điểm tích lũy của họ trong 52 tuần gần nhất.
| BXH Đơn tính đến ngày 12 tháng 9 năm 2016 | BXH Đơn tính đến ngày 12 tháng 9 năm 2016 | BXH Đơn tính đến ngày 12 tháng 9 năm 2016 | BXH Đơn tính đến ngày 12 tháng 9 năm 2016 | BXH Đơn tính đến ngày 12 tháng 9 năm 2016 |
| #                                         | Tên                                       | Điểm                                      | Trước                                     | Thay đổi†                                 |
| ----------------------------------------- | ----------------------------------------- | ----------------------------------------- | ----------------------------------------- | ----------------------------------------- |
| 1                                         | Simona Halep (ROU)                        | 6.495                                     | 1                                         | Giữ nguyên                                |
| 2                                         | Caroline Wozniacki (DEN)                  | 6.095                                     | 3                                         | 1                                         |
| 3                                         | Garbiñe Muguruza (ESP)                    | 6.005                                     | 2                                         | 1                                         |
| 4                                         | Elina Svitolina (UKR)                     | 5.785                                     | 6                                         | 2                                         |
| 5                                         | Venus Williams (Hoa Kỳ)                   | 5.567                                     | 5                                         | Giữ nguyên                                |
| 6                                         | Karolína Plíšková (CZE)                   | 5.445                                     | 2                                         | 2                                         |
| 7                                         | Jelena Ostapenko (LAT)                    | 4.901                                     | 7                                         | Giữ nguyên                                |
| 8                                         | Caroline Garcia (FRA)                     | 4.385                                     | 8                                         | Giữ nguyên                                |
| 9                                         | Johanna Konta (GBR)                       | 3.600                                     | 9                                         | Giữ nguyên                                |
| 10                                        | Coco Vandewege (Hoa Kỳ)                   | 3.258                                     | 10                                        | Giữ nguyên                                |
| 11                                        | Kristina Mladenovic (FRA)                 | 2.935                                     | 11                                        | Giữ nguyên                                |
| 12                                        | Julia Gorges (GER)                        | 2.825                                     | 14                                        | 2                                         |
| 13                                        | Johanna Konta (GBR)                       | 2.865                                     | 14                                        | 1                                         |
| 14                                        | Timea Bacsinszky (SUI)                    | 2.773                                     | 15                                        | 1                                         |
| 15                                        | Roberta Vinci (ITA)                       | 2.595                                     | 8                                         | 7                                         |
| 16                                        | Petra Kvitová (CZE)                       | 2.390                                     | 16                                        | Giữ nguyên                                |
| 17                                        | Anastasia Pavlyuchenkova (RUS)            | 2.255                                     | 18                                        | 1                                         |
| 18                                        | Samantha Stosur (AUS)                     | 2.200                                     | 17                                        | 1                                         |
| 19                                        | Elena Vesnina (RUS)                       | 2.114                                     | 20                                        | 1                                         |
| 20                                        | Elina Svitolina (UKR)                     | 2.101                                     | 19                                        | 1                                         |

| Bảng xếp hạng đôi tính đến ngày 12 tháng 9 năm 2016 | Bảng xếp hạng đôi tính đến ngày 12 tháng 9 năm 2016 | Bảng xếp hạng đôi tính đến ngày 12 tháng 9 năm 2016 | Bảng xếp hạng đôi tính đến ngày 12 tháng 9 năm 2016 | Bảng xếp hạng đôi tính đến ngày 12 tháng 9 năm 2016 |
| #                                                   | Tay vợt                                             | Điểm                                                | Trước                                               | Thay đổi‡                                           |
| --------------------------------------------------- | --------------------------------------------------- | --------------------------------------------------- | --------------------------------------------------- | --------------------------------------------------- |
| 1                                                   | Sania Mirza (IND)                                   | 9.730                                               | 1                                                   | Giữ nguyên                                          |
| 2                                                   | Martina Hingis (SUI)                                | 9.725                                               | 2                                                   | Giữ nguyên                                          |
| 3                                                   | Kristina Mladenovic (FRA)                           | 7.105                                               | 4                                                   | 1                                                   |
| 4                                                   | Caroline Garcia (FRA)                               | 7.080                                               | 3                                                   | 1                                                   |
| 5                                                   | Elena Vesnina (RUS)                                 | 5.780                                               | 6                                                   | 1                                                   |
| 6                                                   | Bethanie Mattek-Sands (Hoa Kỳ)                      | 5.420                                               | 16                                                  | 10                                                  |
| 7                                                   | Chiêm Hạo Tình (TPE)                                | 4.810                                               | 7                                                   | Giữ nguyên                                          |
| 7                                                   | Chiêm Vịnh Nhiên (TPE)                              | 4.810                                               | 7                                                   | Giữ nguyên                                          |
| 9                                                   | Ekaterina Makarova (RUS)                            | 4.711                                               | 13                                                  | 4                                                   |
| 10                                                  | Yaroslava Shvedova (KAZ)                            | 4.365                                               | 5                                                   | 5                                                   |
| 11                                                  | Andrea Hlaváčková (CZE)                             | 4.270                                               | 9                                                   | 2                                                   |
| 12                                                  | Timea Babos (HUN)                                   | 4.190                                               | 10                                                  | 2                                                   |
| 13                                                  | Lucie Hradecká (CZE)                                | 3.931                                               | 11                                                  | 2                                                   |
| 14                                                  | Karolína Plíšková (CZE)                             | 4.125                                               | 12                                                  | 2                                                   |
| 15                                                  | Julia Görges (GER)                                  | 3.925                                               | 14                                                  | 1                                                   |
| 16                                                  | Lucie Šafářová (CZE)                                | 3.893                                               | 42                                                  | 26                                                  |
| 17                                                  | Monica Niculescu (ROU)                              | 3.815                                               | 15                                                  | 2                                                   |
| 18                                                  | Barbora Strýcová (CZE)                              | 3.115                                               | 20                                                  | 2                                                   |
| 19                                                  | Coco Vandeweghe (Hoa Kỳ)                            | 3.107                                               | 19                                                  | Giữ nguyên                                          |
| 20                                                  | Raquel Atawo (Hoa Kỳ)                               | 3.055                                               | 17                                                  | 3                                                   |
| 20                                                  | Abigail Spears (Hoa Kỳ)                             | 3.055                                               | 17                                                  | 3                                                   |